# Hôtel de Migieu
L'Hôtel de Migieu est un hôtel particulier de la ville de Dijon situé place Bossuet, dans son secteur sauvegardé.

## Histoire

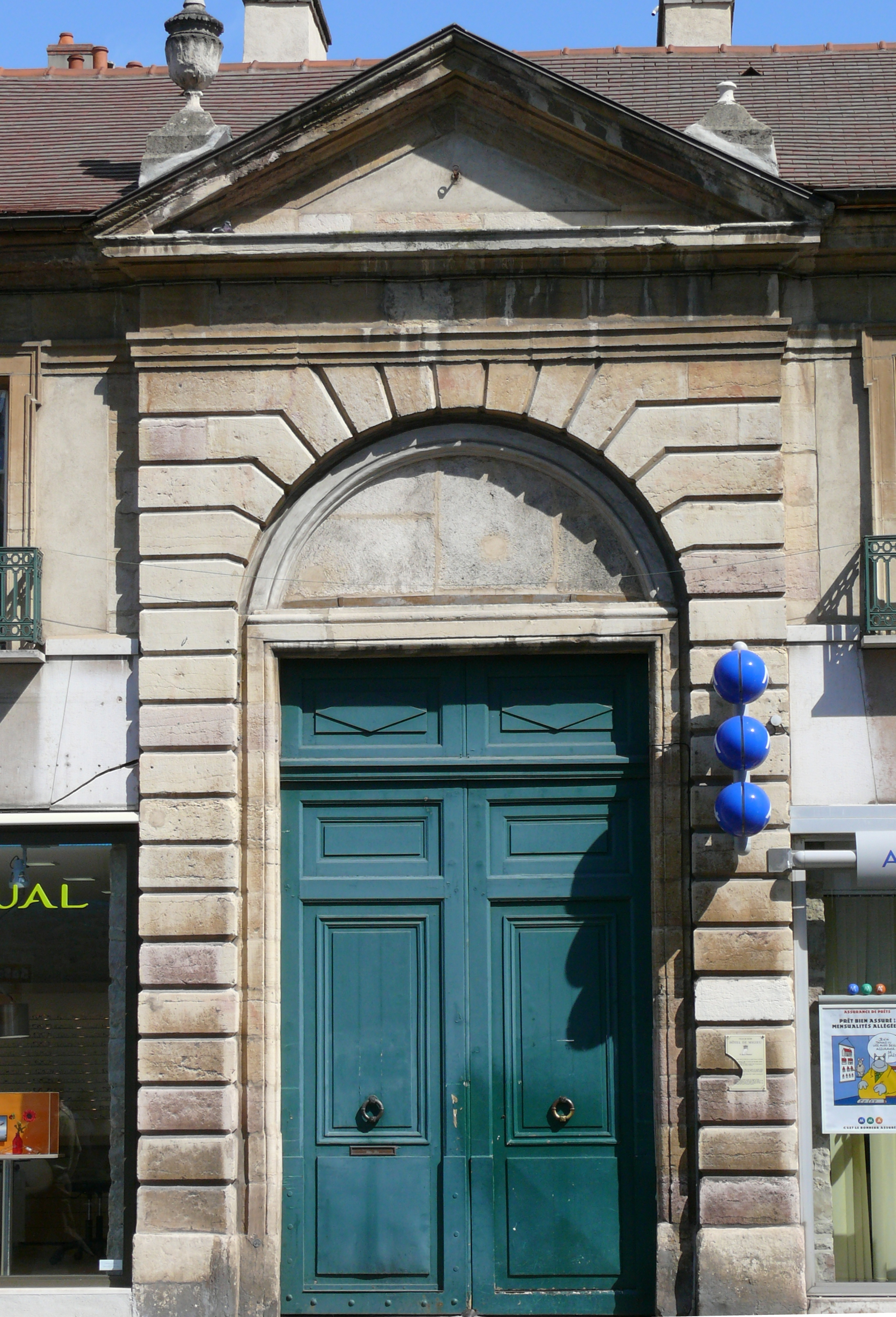
Porche de l'Hôtel de Migieu

L'hôtel a notamment appartenu à Louis Moussier, dernier "vicomte mayeur" (nom de la fonction équivalente à celle de maire de 1692 à 1789) de Dijon de 1784 à 1789. Celui-ci l'a acheté le 2 janvier 1778 à Anthelme Michel-Laurent de Migieu, marquis de Savigny. 
Il le transmet à son fils puis son petit-fils Louis-Joseph-Victor Moussier, qui en 1853 l'échange avec M. Girard contre l'hôtel de Ruffey situé rue Berbisey. Le fils de ce dernier le vend en mai 1878 au Docteur Philibert-Eugène Chanut, qui décide d'entreprendre des travaux de rénovation aux cours desquelles seront extraites d'un mur, le 14 mars 1882, 3 caissettes en bois et 2 en fer blanc. Ces caissettes ayant appartenu à Louis Moussier renfermaient principalement des monnaies d'or de Louis XV et Louis XVI pour une valeur totale de 307 200 livres ainsi que des documents prouvant la provenance du "trésor".

## Architecture
La porte monumentale ainsi qu'une cheminée sont inscrits au titre des monuments historiques depuis 1928, alors que les façades et toitures sont inscrits depuis 1971.